# IDJ Show
 (транскр.  Ај-Ди-Џеј шоу) је српска телевизијска емисија коју организује IDJ Tunes. Прву сезону је емитовао IDJ TV, а другу Нова, док је од треће сезоне емитују обе телевизије истовремено. Премијера је приказана 20. марта 2022.
Представља први регионални талент-шоу фокусиран на дигиталне медије, док се улаже милион у развој каријера 12 нових музичких звезда. Учесници кроз овај шоу развијају и своје дигиталне платформе, а самим тим добијају и прилику да од микро-инфлуенсера стекну титулу велике звезде на јавној музичкој и инфлуенсерској сцени. Тренутни ментори су Дарко Димитров, Реља Поповић и Наташа Беквалац, док се Natalie Balmix и Ђорђе Ћулафић налазе у улози водитеља.

## Формат
Циљ првих епизода овог такмичења јесте да се уз помоћ IDJ Coach-ева одаберу 24 такмичара који ће имати прилику да заједно наступе на великој сцени. Од преко 1500 кандидата колико их се пријавило за аудиције, оне најбоље одабрали су Реља, Теодора и Дарко Димитров. Управо те такмичаре ће публика имати прилику ближе да упозна кроз уводне емисије. Само њих 12 добиће прилику да постану звезде.
Након аудиција и прве студијске епизоде креће такмичарски део, односно епизоде од по 90 минута, са 12 фаворита. После сваке епизоде и наступа, бодоваће ће им давати коучеви, али и публика својим кликовима, лајковима, шеровима и прегледима. Популарност на друштвеним мрежама је оно што ће такмичаре држати у даљој игри или их избацити из ње. Кандидати бирају свој @idj nickname са којим започињу каријеру. Шоу се састоји од задатака које такмичари добијају у свакој епизоди и носе називе: RACE BEGINS, BACK TO THE RACE, MEDLEY, COLLAB, SOUNDCLASH, MY WAY, FINAL RACE.
У оквиру такмичења постоји и IDJ Coin који представља заједничку популарност свих кандидата. Управо та популарност даваће вредност IDJ Coin-у који је на самом крају намењен победнику или победници. Кроз емисије, па до краја сезоне, кандидати ће добијати разне музичке задатке. Кандидати такмичења добијају своју песму, спот, али и дует са познатим извођачем.
У њихове каријере ће у песмама, секундама на телевизији и спотовима, бити уложено милион евра, док ће имати одређени буџет на месечном нивоу који ће уз помоћ својих сарадника користити у маркетиншке и продукционе сврхе.

## Преглед сезона
| Сезона | Број епизода | Време емитовања     | Време емитовања    | Победник/ца (њен/његов ментор) | Чланови жирија                                 | IDJ Coin | Реф   |
| Сезона | Број епизода | Почетак             | Крај               | Победник/ца (њен/његов ментор) | Чланови жирија                                 | IDJ Coin | Реф   |
| ------ | ------------ | ------------------- | ------------------ | ------------------------------ | ---------------------------------------------- | -------- | ----- |
| 1.     | 13           | 20. април 2022.     | 12. јун 2022.      | Амна Алајбеговић (Реља)        | Дарко Димитров Реља Поповић Теодора Џехверовић | €105.452 | [ 3 ] |
| 2.     | 15           | 17. септембар 2023. | 24. децембар 2023. | Ђана Смајо (Наташа)            | Дарко Димитров Реља Поповић Наташа Беквалац    | €124.480 | [ 4 ] |
| 3.     | 15           | 20. септембар 2024. | 27. децембар 2024. | Павле Васиљевић (Дарко)        | Дарко Димитров Реља Поповић Наташа Беквалац    | €100.556 | [ 5 ] |

## Прва сезона
Пријава за прву сезону IDJShow-a је отворена у јануару 2022. године. Водитељи прве сезоне су били Даница Николић и Андрија Миливојевић - Wajwai, а у улози ментора и чланова жирија су се нашли Теодора Џехверовић, Реља Поповић и Дарко Димитров. Прва епизода се емитовала 20. априла 2022. године.
Након тринаест епизода, у финалу, које се емитовало 12. јуна 2022. године, Амна Алајбеговић је проглашена за победницу прве сезоне. Као главну награду она је добила око 100.000 евра у виду крипотвалуте IDJCoin, које може да потроши на музичке пројекте попут песама, спотова или присуства у медијима. Другопласирана је била Марина Цветковић.
| Такмичар/ка                  | Године | Место порекла                                                            | Ментор/ка          | Финална песма      | Резултат  |
| ---------------------------- | ------ | ------------------------------------------------------------------------ | ------------------ | ------------------ | --------- |
| Амна Алајбеговић             | 20     | Бијељина, Босна и Херцеговина                                            | Реља Поповић       | "Лагана"           | Победница |
| Марина Цветковић - Махрина   | 26     | Ивањица, Србија                                                          | Теодора Џехверовић | "Шта шта шта"      | 2. место  |
| Стефан Маљковић - Stefan Shy | 19     | Београд, Србија                                                          | Реља Поповић       | "Емоције"          | 3. место  |
| [ а ]                        | 16-20  | Београд, Србија Бањалука, Босна и Херцеговина Скопље, Северна Македонија | Дарко Димитров     | "Будало мала"      | 4. место  |
| Анђела Вранић - Лорес        | 18     | Београд, Србија                                                          | Реља Поповић       | "                  | 5. место  |
| Natalie Balmix               | 24     | Загреб, Хрватска                                                         | Дарко Димитров     | "Ломи ме"          | 6. место  |
| Ермина Хајдаревић            | 26     | Малме, Шведска                                                           | Дарко Димитров     | "Беби ја то не би" | 7. место  |
| Франца Емел                  | 21     | Бијело Поље, Црна Гора                                                   | Дарко Димитров     | "Гдје је"          | 8. место  |
| Ђорђе Ћулафић - Џорџи        | 27     | Београд, Србија                                                          | Теодора Џехверовић | "Лош сам ти ја"    | 9. место  |
| Љупка Арсовска               | 22     | Скопље, Северна Македонија                                               | Теодора Џехверовић | "Лења"             | 10. место |
| Анастасија Спасевска         | 16     | Куманово, Северна Македонија                                             | Реља Поповић       | "                  | 11. место |
| Лука Мудринић - Wajz         | 20     | Београд, Србија                                                          | Теодора Џехверовић | "До краја"         | 12. место |

1. ↑  Групу су чинили Петар Аничић, Северин Јањетовић и Давид и Давор Арџик.

## Друга сезона
Друга сезона ријалити такмичења  је почела да се емитује 17. септембра 2023. године на телевизија Нова С. Реља Поповић и Дарко Димитров су задржали своје позиције у жирију, а Теодору Џехверовић је заменила Наташа Беквалац. Даници Николић се као водитељ придружио прошлогодишњи финалиста Ђорђе Ћулафић Џорџи. Победу у другој сезони је однела Ђана Смајо 24. децембра, која је освојила IDJ Coin у вредности од 124 хиљада и 480 евра. Друго место је заузела Барбара Поповић, а треће Тома Миловановић.
| Такмичар/ка                    | Године | Место порекла                | Ментор/ка       | Финална песма             | Резултат  |
| ------------------------------ | ------ | ---------------------------- | --------------- | ------------------------- | --------- |
| Ђана Смајо                     | 20     | Сплит, Хрватска              | Наташа Беквалац | "Љубав"                   | Победница |
| Барбара Поповић                | 23     | Скопље, Северна Македонија   | Дарко Димитров  | "Ватрена"                 | 2. место  |
| Тома Миловановић               | 20     | Штрпце / Београд , Србија    | Реља Поповић    | "Даљина"                  | 3. место  |
| Еди Хаџиахметовић - Edy        | 20     | Бугојно, Босна и Херцеговина | Наташа Беквалац | "Исти смо"                | 4. место  |
| Валентина Николић - Valentinna | 18     | Лозница, Србија              | Дарко Димитров  | "Пиране"                  | 5. место  |
| Сара Зинаић                    | 21     | Инђија, Србија               | Реља Поповић    | "Lollipop"                | 6. место  |
| Лејла Буразеровић              | 21     | Лијеж, Белгија               | Дарко Димитров  | "Аманет"                  | 7. место  |
| Анђела Декић - Ђиа             | 20     | Ниш, Србија                  | Наташа Беквалац | "Нервни слом"             | 8. место  |
| Алекса Жикић - Алекса          | 20     | Кладово, Србија              | Дарко Димитров  | "Као да смо пали с Марса" | 9. место  |
| Тијана Тривић - Зона           | 21     | Сремска Митровица, Србија    | Реља Поповић    | "Опасна зона"             | 10. место |
| Коста Радовановић - Коста      | 24     | Лазаревац, Србија            | Реља Поповић    | "Ни кафане не знају"      | 11. место |
| Сања Алексић - Сања Алекс      | 22     | Ивањица, Србија              | Наташа Беквалац | "Слободна"                | 12. место |

## Трећа сезона
Трећа сезона ријалити такмичења  је почела да се емитује 20. септембра 2024. године на телевизија Нова С. Реља Поповић, Дарко Димитров и Наташа Беквалац поново су чланови жирија. Natalie Balmix и Ђорђе Ћулафић Џорџи су водитељи.
| Такмичар/ка                 | Године | Место порекла                    | Ментор/ка       | Финална песма      | Резултат  |
| --------------------------- | ------ | -------------------------------- | --------------- | ------------------ | --------- |
| Павле Васиљевић             | 16     | Крагујевац, Србија               | Дарко Димитров  | "Не буди зла"      | Победник  |
| Нина Симоновић - Нина       | 18     | Крушевац, Србија                 | Реља Поповић    | "Луде двадесете"   | 2. место  |
| Стефан Ефремов              | 19     | Свети Никола, Северна Македонија | Наташа Беквалац | "Непоправљив"      | 3. место  |
| Луна Бејков                 | 18     | Скопље, Северна Македонија       | Наташа Беквалац | "Признај"          | 4. место  |
| Лана Вукчевић - ЛАНА        | 17     | Подгорица, Црна Гора             | Реља Поповић    | "Љубичасто небо"   | 5. место  |
| Белмин Мaлкић - Белмин      | 24     | Беч, Аустрија                    | Реља Поповић    | "Замак"            | 6. место  |
| Тара Вељковић - Tarra       | 18     | Пожаревац, Србија                | Дарко Димитров  | "Дај кафетин"      | 7. место  |
| Ксенија Тану                | 31     | Гомељ, Белорусија                | Дарко Димитров  | "Знам да није лаж" | 8. место  |
| Кристина Стрезоска          | 18     | Скопље, Северна Македонија       | Дарко Димитров  | "Те губам"         | 9. место  |
| Ђурђија Стојанчић - Ђурђија | 21     | Београд, Србија                  | Реља Поповић    | "Црвен месец"      | 10. место |
| Бојана Срдановић            | 16     | Нови Сад, Србија                 | Наташа Беквалац | "Мозаик"           | 11. место |
| Зорана Мрђа                 | 20     | Апатин, Србија                   | Наташа Беквалац | "Непогрешиво"      | 12. место |